# Dryopteris pycnopteroides
Dryopteris pycnopteroides är en träjonväxtart som först beskrevs av Christ, och fick sitt nu gällande namn av Carl Frederik Albert Christensen. Dryopteris pycnopteroides ingår i släktet Dryopteris och familjen Dryopteridaceae. Inga underarter finns listade.